# Kevin Castaño
Kevin Duván Castaño Gil (ur. 29 września 2000 w Itagüí) – kolumbijski piłkarz występujący na pozycji defensywnego pomocnika, reprezentant Kolumbii, od 2024 roku zawodnik rosyjskiego FK Krasnodar.